# SAZAC
SAZAC（サザック）は、1996年に創業したキャラクターのルームウェアやナイトウェア、着ぐるみパジャマ、着ぐるみキャップ、パーティーコスチュームを企画・製造・販売するメーカーである。SAZACが展開する商品の代表として、“着ぐるみパジャマ”がある。現在は日本国内だけでなく、海外に代理店を持ち、各国ごとの、オリジナル商品、キャラクター商品を生産し、海外の有名なアーティストも愛用する等、世界で“KIGURUMI”の認知を広げている。

## 歴史
90年代から“着ぐるみパジャマ”を着た“ガングロギャル”が流行となり、部屋着(パジャマ)という概念から、外着へと進化した。その後、様々なニーズに対応できる万能なアイテムとして世間に広まり、文化祭やスキー、スノーボードといったウィンタースポーツ、ダンス、ハロウィンの仮装、テーマパークでの着用といったシーンで定番のアイテムになった。着ぐるみがコスチュームとして定着し、ウレタン素材を使用したパーティーコスチュームやキャラクターのなりきりコスチューム、着ぐるみキャップも生産している。

## 営業拠点
- 大阪本社（大阪市中央区）
- 東京支店（東京都渋谷区）

## 取扱ブランド/キャラクター【実績】
- SAZAC
  - オリジナルアニマルシリーズ。
- SAZAC ISLAND
  - オリジナルアニマル雑貨シリーズ。
- ライセンスブランド
  - サンリオ：ハローキティ／マイメロディ／ポムポムプリン／リトルツインスターズ、ぐでたま、シナモロール　他
  - サンエックス：リラックマ／コリラックマ／キイロイトリ
  - ポケモン：ピカチュウ／ヌマクロー／イーブイ／カビゴン/ポッチャマ　他
  - バンダイ：ドラえもん＜ドラえもん・ドラミちゃん＞／仮面ライダー／ウルトラマン／カピバラさん／おじぱん／妖怪ウォッチ＜ジバニャン・コマサン・コマジロウ・USAぴょん＞／スーパーマリオブラザーズ＜マリオ・ルイージ・ヨッシー他＞
  - 東映アニメーション：ドラゴンボール＜悟空・ピッコロ・フリーザ＞／ワンピース＜チョッパー・ベポ 他＞／ドクタースランプ＜ニコチャン大王・うんちくん＞
  - ウォルト・ディズニー・ジャパン：ミッキー／ミニー／ドナルド／デイジー／スティッチ／くまのプーさん／トイストーリー＜リトルグリーンメン＞／チェシャネコ／モンスターズインク＜マイク・サリー＞／チップとデール＜チップ・デール・クラリス＞／ファインディングニモ＜ニモ・ドリー＞　他
  - フジテレビKIDS ガチャピン／ムック
  - sesami workshop：セサミストリート＜エルモ、クッキーモンスター、ビッグバード他＞
  - カプコン：モンスターハンター＜アイルー、メラルー他＞ /ロックマン
  - チャックスグラフィート：グルーミー／汎用うさぎ
  - 日清食品：チキラーズ＜ひよこちゃん＞
  - スパイクチュンソフト：スーパーダンガンロンパ
  - MGM：ピンクパンサー
  - バイアコム・ネットワークス：ウサビッチ＜キレネンコ・プーチン＞
  - ワーナーブラザーズ：ギズモ／バットマン／トム＆ジェリー／トゥイーティー　他
  - ハズブロ/セガトイズ：ミスターポテトヘッド
  - プロ野球球団：埼玉西武ライオンズ／千葉ロッテマリーンズ／福岡ソフトバンクホークス／広島カープ/東北楽天ゴールデンイーグルス
  - その他：くまモン／ぐんまちゃん／バリィさん／せんとくん／ビリケンさん／コアラのマーチ　他

## 海外正規代理店
- アメリカ: Kigurumi Shop
- イギリス: KiGU
- フランス: Kigurumi France; Kigurumi Paradise
- ポーランド: KIGURU.PL